# ريس وليامز (لاعب دوري الرغبي)
ريس وليامز (بالإنجليزية: Rhys Williams)‏ هو لاعب دوري الرغبي أسترالي وبريطاني، ولد في 8 ديسمبر 1989 في Mynydd Isa ‏ في المملكة المتحدة.